# ジョージ・フレデリック・ピント

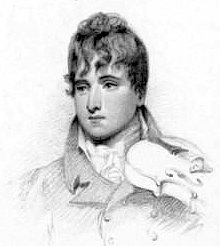
ジョージ・フレデリック・ピント

ジョージ・フレデリック・ピント（George Frederick Pinto, 1785年9月25日ランベス — 1806年3月23日 チェルシー）はイングランドの作曲家で、鍵盤楽器演奏のヴィルトゥオーソ。
本当の姓はサンダース（Saunders または Sanders ）というが、イギリスで最も著名なヴァイオリニストと呼ばれた母方の祖父トマスへの敬慕から、後に母親の旧姓を名乗るようになった。ちなみにトマス・ピントはナポリ出身のイタリア人である。
当初はヴァイオリンの神童として知られており、8歳で興行師のヨハン・ペーター・ザーロモンの庇護を得て、1796年にはピント姓を名乗ってヴァイオリン協奏曲のソリストを務めた。一時期はロンドンのほかイングランドの地方でも定期的に演奏を行い、また短期間パリにも演奏旅行に赴いている。
ピントがフォルテピアノを始めたのは、職業ヴァイオリニストとして活動を始めた頃のことらしいが、やがてこの楽器に愛着を持つようになった。ピアノとヴァイオリンのためにそれぞれ作品を残しているが、そのうちいくつかは作曲者の急死によって未完成のまま残された。ヴァイオリン協奏曲は紛失している。
ザーロモンの追悼文（「もし彼が生きながらえて、社会の誘惑に抗うことができたならば、イギリスは第二のモーツァルトを生み出す名誉を得たであろう」）が誤解を招く発言だったため、伝統的に放蕩三昧の末に亡くなった破滅型の天才芸術家と推測されてきたが、実際のところはバーミンガムでの慈善演奏会の後、湿気の多い部屋で睡眠中に結核を発病して命を落としたらしい。
ピントの数ある作品の中でも、とりわけピアノ・ソナタが見直されている。モーツァルトの後期のソナタやベートーヴェンの一連の「幻想的ソナタ」に連なる、峻厳で情熱的な性格を持ち、転調や和声法の自由奔放なことでは、すでにシューベルトやショパンを予告する部分も認められる。しかしながら、古典的な形式の束縛を破ろうとするよりも、楽曲構成の万全さを打ち出してもおり、結果的に古典派音楽から初期ロマン派音楽に橋渡しするものとなっている。
ピントのピアノ・ソナタは、モダンピアノとフォルテピアノの両方で録音が作成されており、フォルテピアノによる最初のCDは、日本人の福田理子が発表している。2006年7月には、東京都新宿区新大久保に日本人の古楽器奏者が集って、全曲ピント作品による演奏会が催され 、また同年8月発表された、バルザック原作のアニメーションDVD「ざくろ屋敷」では、ピントの作品が起用されている。

## 関連事項
ピントは、いわゆる「ロンドン・ピアノ楽派」の一員であった。この楽派のその他の顔ぶれは以下のとおりである。
- ムツィオ・クレメンティ（1752-1832）
- ヤン・ラディスラフ・ドゥシーク（1760-1812）
- ヨハン・バプティスト・クラーマー（1771-1858）
- ジョン・フィールド（1782-1837、ロシア・ピアノ楽派の祖）